# 青春ウォルダム
『青春ウォルダム』（せいしゅんウォルダム、原題：청춘월담）は、2023年2月6日から4月11日までtvNで放送された韓国のテレビドラマである。呪われた世子（セジャ）と殺人の濡れ衣を着せられた女性が織りなすサスペンス・ロマンス時代劇。
日本では『青春ウォルダム 呪われた王宮』と題して、2024年4月7日より毎週日曜午後9時NHK BSプレミアム4Kで、2024年4月12日（11日深夜）より毎週金曜午前0時25分（木曜深夜）NHK BSでそれぞれ日本語吹き替えで放送され、LeminoやU-Next、Prime Video、Hulu、FODなどでは『青春ウォルダム〜運命を乗り越えて〜』と題して、日本語字幕を付けて配信された。

## あらすじ
3年前、突然の兄の死で世子（王位継承者）の座についたイ・ファン。世子になった直後、東宮殿に「呪いの書」が届いた。「呪いの書」には、「兄を殺して世子になっても、決して王になれないだろう。腕はあれど使えず足があれど歩けないだろう。」などと書かれ、思い悩む世子は「この世に亡霊などいないのです。人間の陰謀があるだけです。」と言う女性に出会った。その女性とは友人ハン・ソンオンの婚約者のミン・ジェイ（以下チェイ）で、チェイは婚姻の3日前、両親と兄を毒殺した殺人犯として手配され、既に濡れ衣を着せられたチェイは逃走し、世子に会い無実を訴え助けを求める。世子は内官に男装するチェイをかくまい、そばに置くこととなる。

## 出演
演は俳優、声は日本語吹き替え版の声優。 

### 主要人物
イ・ファン
演 - パク・ヒョンシク（ZE:A）（幼少期：キム・ソジュン）
声 - 小野賢章
呪われた世子。かつては明るい性格だったが、3年前に世子になった直後に届いた「呪いの書」によって、現在は心を閉ざし傲慢な性格になっている。
ミン・ジェイ（チェイ） / コ・スンドル
演 - チョン・ソニ（幼少期：チョ・アイン）
声 - 杉山里穂
開城の名家出身。開城府尹であるミン・ホスンの娘。
推理力に優れ、侍女のカラムと共に男装して兄の名で難事件を解決してきた。
ハン・ソンオンの婚約者で、婚姻の3日前に両親と兄が毒殺され、一家殺しの濡れ衣を着せられる。
身の潔白を示すため、男装してコ・スンドルの名で東宮殿で働きながら事件の真相を探っていく。
チャン・ガラム（カラム）
演 - ピョ・イェジン
声 - 伊藤静
チェイの侍女。チェイの殺人容疑を晴らすため、検視をするキム・ミョンジンに、男装して弟子入りする。
ハン・ソンオン
演 - ユン・ジョンソク（幼少期：パク・シウォン）
声 - 大塚剛央
兵曹正郎（ピョンジョチョンラン）（兵士長）。
左議政（チャイジョン）ハン・ジュンオンの息子。チェイの婚約者。
ファンの学友だった。婚約者のチェイが殺人の容疑をかけられ失踪しショックを受ける。
キム・ミョンジン
演 - イ・テソン
声 - 木村良平
領議政（ヨンイジョン）キム・アンジクの末息子。
研究室「萬研堂（マニョンダン）」の主。
検視に情熱を持ち、男装したカラムを弟子として受け入れる。
腰に猿の手の骨をぶら下げていることなどから、周囲からは変わり者扱いされている。
チェ・テガン
演 - ホ・ウォンソ
声 - 木暮晃石
左副率（チャブス）。寡黙なファンの護衛官。

### 周辺人物
NHK『青春ウォルダム 呪われた王宮』出演者・キャストほかを参考
国王
演 - イ・ジョンヒョク
声 - 玉野井直樹
世子（セジャ）ファンの父。
王妃
演 - ホン・スヒョン
声 - 園崎未恵
国王の継妃。右議政（ウイジョン）チョ・ウォンボの姪。
クォン尚宮
演 - ユン・イェヒ
継妃付きの尚宮。
ハヨン王女
演 - チョン・ダウン
声 - 平井祥恵
世子（セジャ）ファンの妹。
ミョンアン大君（テグン）
演 - イム・ハンビン
声 - 武田華
世子（セジャ）ファンの異母弟。純粋な少年。
ウィヒョン世子（セジャ）
演 - イ・ハユル
声 - 小林親弘
ファンの兄。世子（王位継承者）だったが、3年前突然亡くなった。
チェ尚宮
演 - キム・チェウォン
東宮殿でファンに仕えている尚宮。元はウィヒョン世子に仕えていた。
ソ内官
演 - チェ・デチョル 
東宮殿でファンに仕えている内官。

#### 重臣たち
ハン・ジュンオン
演 - チョ・ソンハ
声 - 藤真秀
左議政（チャイジョン）。ハン・ソンオンの父。
チョ・ウォンボ
演 - チョン・ウンイン
声 - 森田順平
右議政（ウイジョン）。成州チョ氏一族の中で強い力を持っている。
ミョンアン大君を世子にしようと目論む。
キム・アンジク
演 - ソン・ビョンホ
声 - 丸山壮史
領議政（ヨンイジョン）。キム・ミョンジンの父。
チョン・ウォンオ（ウォノ）
演 - チョ・ジェリョン
刑曹判書。10年前は碧川郡守を務めていた。
チョ・オンギュン
演 - イム・イルギュ
吏曹判書。

#### 市井の人々
マンドク
演 - キム・ギドゥ
声 - 蓮岳大
酒場の主人。
ポクスン
演 - イ・ミンジ
声 - 小橋知子
マンドクの妻。
サムチル
演 - パク・ヒョジュン
声 - 山内慶太郎
ミョンジンの研究室「萬研堂（マニョンダン）」の大家。
ムジン法師
演 - チョン・インギョム
声 - 多田野曜平
さすらいの僧侶。キム・ミョンジンの師匠。

#### 開城府
ミン・ホスン
演 - ソ・テファ
声 - 魚建
チェイの父。開城府（ケソンブ）の長官。
ファンとソンオンから師匠と呼ばれていた。
ミン・ユンジェ
演 - イ・ギョンミン
チェイの兄。開城で多くの難事件を解決したとしてその名が知られている。
シム・ヨン
演 - キム・ウソク（幼少期：ヤン・ヒウォン）
声 - 清水裕亮
チェイの幼なじみ。チェイの一家殺害事件後、チェイとは男女の仲で、チェイが毒殺したと証言する。

#### その他
ソン・スチョン
演 - ユン・ソクヒョン
宋家の人物。鍛冶屋。
碧川の住民らを率いて官庁に押し入り盗みをはたらいた事件の首謀者とされ、10年前に磔刑に処された。
国巫（クンム）
演 - イ・チェギョン
星宿庁（ソンスクチョン）の巫女。以前と様子が異なり白髪になっている。
吏曹判書の三女
演 - チャン・ヨビン
キム・ミョンジンの縁談相手。
破談にするようキム・ミョンジンに詰め寄る様子から、「キツツキ」とカラムに渾名される。
ハン・ソウン
演 - ハン・ソウン
ハン・ソンオンの従姉妹。世子嬪（セジャビン）に選ばれる。
チャン・ウィ
演 - チャ・ソウォン
成均館で学生たちの代表である掌議（チャンイ）を務めている。成州チョ氏一族。

## スタッフ
- 脚本：チョン・ヒョンジョン
- 演出：イ・ジョンジェ、キム・ジョンウク
- 制作：STUDIO DRAGON

### 日本語吹き替え版制作
- 翻訳：片山寛子
- 日本語訳監修：朝倉敏夫、高正子
- プロデューサー：木下聡子
- 音声：藤樫衛
- 演出：百瀬浩二
- 制作統括：林貴子、榎戸崇泰

## 関連商品

### DVD
| 発売日         | タイトル                        | タイトル | 規格品番   | 発売元              | 備考 |
| -------------- | ------------------------------- | -------- | ---------- | ------------------- | ---- |
| 2024年09月27日 | 青春ウォルダム 呪われた王宮 BOX | 1        | NSDX-54133 | NHKエンタープライズ |      |
| 2024年10月25日 | 青春ウォルダム 呪われた王宮 BOX | 2        | QWCE-00570 | NHKエンタープライズ |      |